# قشلاق فرج اله قدير
قشلاق فرج اله قدير هي قرية في مقاطعة بارس أباد، إيران. عدد سكان هذه القرية هو 60 في سنة 2006.